# Франка Віола
Франка Віола (італ. Franca Viola, нар. 1947, Алькамо, Сицилія) — італійка, що прославилася в країні у 1960-х роках, відмовившись від «шлюбу для захисту честі» (італ. matrimonio riparatore) зі своїм ґвалтівником після того, як її вкрали та зґвалтували. Натомість вона та її сім'я звернулися до правоохоронних органів, щоб покарати ґвалтівника. Судовий процес набув широкого розголосу в Італії, оскільки поведінка Віоли була викликом традиційній моралі, за якою жінка втрачала свою честь, якщо не одружувалася з чоловіком, з яким втрачала цноту. Франка Віола виграла суд і стала символом культурного прогресу та емансипації жінок у повоєнній Італії.

## Викрадення та зґвалтування
Франка Віола була старшою дочкою фермера та домогосподарки у місті Алькамо, Сицилія. Вона не могла відвідувати старшу школу через брак грошей у сім'ї. 1963 року Франка, у віці 15 років, була заручена з 23-річним Філіппо Мелодія, багатим, але норовливим молодиком. Проте незабаром Мелодію заарештували за крадіжку, при чому з'ясувалося, що він мав зв'язки з місцевою мафією. Франка за підтримки батьків розірвала заручини та заявила, що не бажає мати з ним стосунків.
Після виходу з тюрми Мелодія знов почав безуспішно залицятися до Франки, причому одного разу погрожував її батькові пістолетом, крикнувши: «Саме цією зброєю я стрілятиму тобі в голову!»
Вранці 26 грудня 1965 року Мелодія у супроводі близько десяти молодиків увірвався в домівку Віоли, побив її матір, що намагалася врятувати дочку, та викрав Франку і її молодшого брата Маріано, 8 років, якого за кілька годин відпустили, бо він почав панікувати. Франку неодноразово зґвалтували та утримували протягом восьми днів у домівці одруженої сестри Мелодії в центрі міста Алькамо. Мелодія погрожував Віолі, що вона втратить честь, якщо відмовиться одружитися з ним, але Віола відповідала, що не має наміру одружуватися з ним, і більше того, переслідуватиме його через суд за викрадення та зґвалтування.
Спочатку батько Віоли намагався скоїти самогубство через побоювання, що Мелодія вбив його дочку, але його відмовили, і натомість він звернувся до карабінерів. Батько удав, ніби згодний на шлюб дочки з Мелодією, але водночас співпрацював з карабінерами у підготуванні операції перехоплення. Внаслідок операції Віолу відпустили, а її викрадачів та ґвалтівників заарештували 2 січня 1966 року, через п'ять днів після її 19-річчя. Віола заявила, що батько питав її, чи вона дійсно згодна на шлюб з Мелодією, але коли вона сказала, що ні, батько відповів, що вона все робить правильно, і він зробить все можливе, щоб їй допомогти.

## Відмова від «шлюбу для захисту честі»
Мелодія запропонував Віолі «шлюб для захисту честі», але вона відмовилася, всупереч місцевим звичаям, згідно з якими її було «збезчещено», бо вона втратила цноту без шлюбу. Такі звичаї існували не лише на Сицилії або у сільській місцевості, але малися на увазі навіть в італійському Кримінальному кодексі того часу, де зґвалтування радше розглядалося як злочин проти «суспільної моралі», ніж проти особистості, а стаття 544 передбачала автоматичне звільнення від відповідальності за зґвалтування у разі шлюбу ґвалтівника із «знечещеною».

## Суд
Після того, як Віола відмовилася одружуватися з ґвалтівником, її сім'ї неодноразово погрожували та переслідували, аж до підпалу їхнього виноградника та домівки. Ці події та наступний судовий процес набули широкого резонансу в італійських засобах масової інформації, аж до обговорення в італійському парламенті, оскільки мова йшла про зіткнення громадської думки консервативного Півдня з законодавством країни. Адвокати Мелодії стверджували, нібито Віола згодилася на втечу заради таємного шлюбу (італ. fuitina) замість викрадення, але суд визнав Мелодію винним. Його засудили на 11 років позбавлення волі, а пізніше знизили строк до 10 років.

## Наслідки
Попри пророкування, що Франка Віола не зможе вступити в шлюб після «втрати честі», вона одружилася з другом свого дитинства, бухгалтером Джузеппе Руїзі, у грудні 1968 року. Щоб захистити сім'ю, Руїзі отримав ліцензію на вогнепальну зброю водночас із ліцензією на шлюб. У шлюбі Віола народила двох синів. Станом на 2015 рік Франка Віола жила в Алькамо зі своїм чоловіком.
Моральну підтримку Віолі публічно висловили президент Італії Джузеппе Сарагат та папа Павло VI. 1970 року режисер Даміано Даміані зняв фільм Найвродливіша дружина, де головну роль виконала Орнелла Муті, в основу якого було покладено історію Франки Віоли.
Лише 1981 року скасовано положення закону, згідно з яким зґвалтування не вважалося за злочин, якщо ґвалтівник одружувався з жертвою.